# Ripley (warenhuis)
Ripley is een Chileense warenhuisketen die in 1956 werd opgericht. Sinds 1997 is het bedrijf actief in Peru. Het was ook actief in Colombia tussen 2013 en 2016.

## Geschiedenis
In 1956 werd de eerste Ripley's-winkel in Santiago geopend. De eigenaren, de gebroeders Calderón, zouden al snel tot de belangrijkste zakenlieden in Chili behoren. Hun eerste vestiging buiten Santiago werd in 1986 in Concepción geopend. Het eerste echte warenhuis als werd in 1985 geopend in de Calle San Diego.  De eerste internationale vestiging werd in 1997 in Peru geopend in het winkelcentrum Jockey Plaza in Lima.
Tot 2005 was het een besloten vennootschap, maar vanaf dat jaar werd het omgevormd tot een naamloze vennootschap en startte de handel plaats op de effectenbeurs van Santiago.
De onderneming heeft ook een verzekeringsmaatschappij en een financiële instelling genaamd Banco Ripley, opgericht in 2002, waarmee het actief is in Chili en Peru. Het bedrijf heeft een eigen creditcard, de Ripley Card (1976), een eigen loyaliteitsprogramma, Ripley Puntos Go, en een eigen digitale portemonnee, Chek.
Hun promotionele uitingen omvatten memorabele activiteiten zoals "R Days" en "48 Hours".
Naast de activiteiten als warenhuis werd Ripley in januari 2009 eigenaar van 22,5 % van Nuevos Desarrollos SA, een bedrijf gedeeld met Mallplaza (dat 77,5% bezit) en dat rechtstreeks eigenaar was van acht winkelcentra (Mallplaza Alameda, Arica, Biobío, Copiapó, Iquique, Egaña, Los Dominicos en Sur). In maart 2023 besloot Ripley zijn belang aan Mallplaza te verkopen. Ripley is, samen met Parque Arauco, ook een gelijkwaardige aandeelhouder van de Marina-groep (exploitant van Mall Marina Arauco, Mall Curicó, Mall del Centro Concepción en Mall Barrio Independencia).  Eerder was Ripley ook eigenaar van Mall Rancagua, Mall del Centro en Mall Panorámico. 

### Uitbreiding

#### Peru
Ripley opende in 1997 zijn eerste winkel in Peru in winkelcentrum Jockey Plaza. In 2006 opende het zijn eerste winkel buiten Lima in winkelcentrum Aventura Plaza in Trujillo . Tegenwoordig heeft het bedrijf meerdere winkels in verschillende delen van het land.
In 2002 werd in het winkelcentrum Megaplaza in Lima Norte een winkel geopend onder het format Max, waarmee geprobeerd werd de populaire winkelsegment van Lima te betreden. Het experiment duurde echter slechts enkele jaren en opende slechts drie Max-winkels. Deze sloten in juni 2019, met uitzondering van die in het Megaplaza CC, dat een reguliere Ripley's werd, maar kleiner en op één verdieping.
Naast de warenhuisactiviteiten heeft Ripley zich ook gewaagd in de vastgoedsector. In Peru exploiteert het winkelcentra onder het merk Mall Aventura, en tot 2016 nog een aantal andere dankzij een partnerschap met de Falabella Group (Mall Plaza), die opereerde onder de naam Mall Aventura Plaza.
Op dezelfde manier betrad Ripley het banksysteem met de transformatie van Financiera Cordillera Financor naar het huidige Banco Ripley in 2008. 

#### Colombia
In 2012 kondigde Ripley zijn komst naar Colombia aan. In april 2013 opende het zijn eerste winkel in het winkelcentrum Cacique in de stad Bucaramanga. Daarna opende het nog twee winkels in de hoofdstad Bogotá, in het winkelcentrum Mallplaza NQS en in het winkelcentrum Centro Mayor, het grootste winkelcentrum van het land. 
Via een overeenkomst met Grupo Éxito had Ripley minstens zes extra winkels kunnen openen in nieuwe winkelcentra in verschillende Colombiaanse steden, waarschijnlijk na de overname van de activiteiten van een van zijn lokale concurrenten, Los Tres Elefantes S.A., of na het openen van meer winkels onder haar eigen merk. Op 18 februari 2016 kondigde Ripley echter de definitieve sluiting van zijn drie winkels in Colombia aan

## Reclamecampagnes
In 2011 huurde het bedrijf de Chileense televisiepresentatrice Diana Bolocco, de actrices Leonor Varela en Javiera Díaz de Valdés en de journaliste Macarena Pizarro in voor de reclamecampagnes. Voor deze campagnes veranderde het de slogan in "I love Ripley".
Jaren daarvoor waren prominente Chileense en internationale persoonlijkheden zoals Penélope Cruz, Cindy Crawford, de overleden televisiepresentator Felipe Camiroaga, de overleden singer-songwriter Soraya, Delfina Guzmán, Catherine Fulop, Javiera Contador en Almendra Gomelsky aanwezig. In 2015 sloot televisiepresentator Martin Cárcamo zich aan bij het bedrijf en vormde een duo met Diana Bolocco. In 2014 was actrice Stephanie Cayo het gezicht van de reclame in Colombia en Peru.
In juni 2015 werd de komst aangekondigd van actrice Sarah Jessica Parker, bekend van haar rol als Carrie Bradshaw in de Amerikaanse serie Sex and the City.

## Galerij
- Ripley Crillón-winkel in  het centrum van Santiago de Chile.
- Winkel op de Plaza Sucre in Viña del Mar.
- Tienda en Ica, Perú.
- Tienda en Mall Plaza de Los Ríos de Valdivia.